# 카사조베
카사조베(이탈리아어: Casagiove)는 이탈리아 캄파니아주 카세르타도에 있는 코무네이다. 카세르타에서 서쪽으로 1km 거리에 있다.